# Alexander Alexejewitsch Tschernyschow
Alexander Alexejewitsch Tschernyschow (russisch Александр Алексеевич Чернышёв; * 9. Augustjul. / 21. August 1882greg. in Lowen, Ujesd Gorodnja; † 18. April 1940 in Leningrad) war ein russischer Elektroingenieur und Hochschullehrer.

## Leben
Tschernyschow, Sohn eines Juristen, schloss den Besuch des Gymnasiums in Nemirow mit einer Goldmedaille ab. Darauf studierte er 1902–1907 am St. Petersburger Polytechnischen Institut (PI) in der Abteilung für Elektromechanik mit Abschluss als Elektroingenieur. Er blieb am Institut, um sich auf die Lehrtätigkeit vorzubereiten. 1908 wurde er Laborant im Laboratorium für Elektrotechnik des PI. Er entwickelte Geräte für die Messung höchster Spannungen und trug zur Gründung des Laboratoriums für Hochspannung bei. 1913 verteidigte er seine Dissertation über Absolutmessungen in Hochspannungsnetzen. Im gleichen Jahr wurde er mit einem zweijährigen Stipendium des Industrie- und Handelsministeriums in die USA geschickt, um die Hochspannungstechnik zu studieren. Dort studierte er auch die Elektrifizierung der Eisenbahn und einige Wasserkraftwerke. Nach der Rückkehr richtete er im PI das Laboratorium für Radiotechnik und einen Radiotelegrafie-Kurs ein. Gleichzeitig war er Berater der L.-M.-Ericsson-Fabrik.

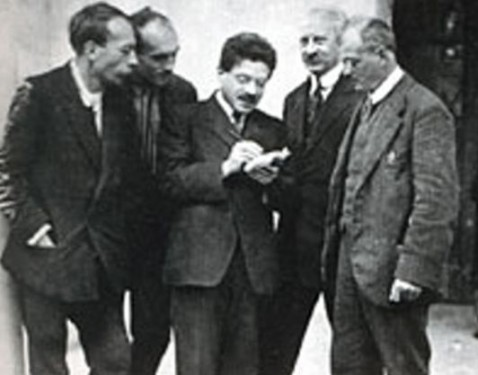
Von links: Iwan Wassiljewitsch Obreimow, Nikolai Nikolajewitsch Semjonow, Paul Ehrenfest, Abram Fjodorowitsch Joffe, Alexander Alexejewitsch Tschernyschow (1924)

Nach der Oktoberrevolution hörte die Lehrtätigkeit am PI zunächst auf. Tschernyschow in seinem Laboratorium arbeitete an der Verbesserung der Elektronenröhre und erfand zwei neue Typen. Im Herbst 1918 organisierte er zusammen mit Abram Fjodorowitsch Joffe das neue Staatliche Physikalisch-Technische Institut (FTI), in dem Joffe als Direktor die physikalische Abteilung und Tschernyschow als Vizedirektor die technische Abteilung leitete. Gleichzeitig lehrte Tschernyschow wieder am PI und wurde 1919 zum Professor und Leiter des Lehrstuhls für Radiotechnik gewählt.
Seit den 1920er Jahren lieferte Tschernyschow mit seinen Untersuchungen der Hochspannungsnetze wichtige Beiträge zum Elektrifizierungsprogramm GOELRO. Unter Benutzung der 110-V-Leitung realisierte er 1922 die Telefonverbindung Moskau–Kaschira. 1929 wurde er Korrespondierendes Mitglied der Akademie der Wissenschaften der UdSSR (AN-SSSR) und 1932 volles Mitglied.
1931 wurde Tschernyschow Direktor des neuen Leningrader Instituts für Elektrophysik (LEFI). Er entwickelte Geräte zur Übertragung von Bildern und gehörte damit zu den Pionieren des Fernsehens. Aus einem LEFI-Laboratorium wurde 1932 das Institut für Telemechanik, das 1935 das Institut für Fernsehen wurde. 1932 wurde Tschernyschow Wirkliches Mitglied der AN-SSSR. Tschernyschows Arbeiten zur Automatisierung führten zur Gründung des Instituts für Automatisierung im Dezember 1932. 1933 wurde das LEFI mit dem FTI verbunden. Zu den Mitarbeitern des LEFI gehörten Dmitri Apollinarijewitsch Roschanski, Juri Borissowitsch Kobsarew, Alexander Nikolajewitsch Schtschukin, Nikolai Dmitrijewitsch Papaleksi, Wladimir Wassiljewitsch Migulin, Walentin Petrowitsch Wologdin, Nikolai Nikolajewitsch Andrejew, Nikolai Dmitrijewitsch Dewjatkow und Boris Konstantinowitsch Schembel.
Als 1935 das LEFI vom Volkskommissariat der Luftfahrtindustrie übernommen und zum Forschungsinstitut NII-9 für die Entwicklung elektromagnetischer Strahlungswaffen gegen Flugzeuge umgewandelt wurde, verließ Tschernyschow das Institut und konzentrierte sich auf seine Lehrtätigkeit am Lehrstuhl für Hochspannungstechnik des PI. Er wurde Vorsitzender der Allunionsingenieursgesellschaft für Energietechnik und leitete die Kommission für Gleichstrom der AN-SSSR. Dazu wurde er 1936 Leiter des Laboratoriums für Gasentladung des Moskauer Energetischen Instituts.

## Ehrungen, Preise
- K.-F.-Siemens-Preis der Russischen Technischen Gesellschaft (1912)
- Leninpreis (1930)[2]